# Юрин, Георгий Андреевич
Георгий Андреевич Юрин (1915 — 14 декабря 1971 года) — участник Великой Отечественной войны, бригадир тракторной бригады Ессентукской МТС Ессентукского района, Ставропольский край. Герой Социалистического Труда (30.01.1948).

## Биография
Родился в 1915 году в селе Елизаветинское Благодарненского уезда Ставропольской губернии, ныне в составе Благодарненского городского округа Ставропольского края России. Русский.
Получив начальное образование, работал механизатором местного колхоза.
В 1942 году ввиду предстоящей немецко-фашистской оккупации по распоряжению штаба занимался эвакуацией сельскохозяйственной техники, сам ушёл на фронт.
Участник Великой Отечественной войны, был тяжело ранен.
После излечения ранения комиссован из действующей армии, поступил работать помощником бригадира в Ессентукскую машинно-тракторную станцию (МТС), позже возглавил тракторную бригаду № 7.
По итогам работы в 1947 году тракторная бригада Г. А. Юрина, обслуживая поля колхоза имени Тельмана, получила урожай пшеницы 22,58 центнера с гектара на площади 157 гектаров.
Указом Президиума Верховного Совета СССР от 30 января 1948 года за получение высоких урожаев пшеницы и ржи в 1947 году Юрину Георгию Андреевичу присвоено звание Героя Социалистического Труда с вручением ордена Ленина и золотой медали «Серп и Молот».
Этим же указом высокого звания были удостоены председатель колхоза М. И. Артёмов, передовые звеньевые — А. Н. Барбашина Э. Г. Гюльбекова и А. А. Богданова (Тороп).
После расформирования МТС продолжал руководить тракторной бригадой в колхозе имени Тельмана, затем укрупнённом колхоза имени Ленина, ныне Предгорного района Ставропольского края, до выхода на пенсию.
Проживал в городе Ессентуки. Скончался 14 декабря 1971 года. Похоронен в городе Ессентуки Ставропольского края на кладбище «Франчиха».

## Награды
- Золотая медаль «Серп и Молот»(30.01.1948)
- Орден Ленина (30.01.1948)
- Медаль «За освоение целинных земель»
- Медаль «В ознаменование 100-летия со дня рождения Владимира Ильича Ленина» (6 апреля 1970)
- Медаль «За победу над Германией в Великой Отечественной войне 1941—1945 гг.» (9 мая 1945[2])
- Юбилейная медаль «Двадцать лет Победы в Великой Отечественной войне 1941—1945 гг.» (7 мая 1965[3])
- Медаль «За трудовое отличие»
- Медаль «Ветеран труда»
- медалями ВДНХ СССР:

## Память
- На могиле установлен надгробный памятник.